# Беляевка (Беляевский район)
Беляевка — село в Оренбургской области России. Административный центр Беляевского района и Беляевского сельсовета.

## География
Село находится на левом берегу Урала чуть ниже впадения реки Урта-Буртя, в 100 км к юго-востоку от Оренбурга.
Через село проходит автодорога, связывающая населённые пункты вдоль левого берега Урала с Оренбургом. Имеется мост через Урал выше по течению недалеко от села.

## Население
| 1959 | 1970  | 1979  | 1989  | 2002  | 2010  | 2021  |
| ---- | ----- | ----- | ----- | ----- | ----- | ----- |
| 2963 | ↗4034 | ↗4598 | ↗5050 | ↗5138 | ↘4989 | ↘4473 |

## История
До основания села основным населением этих мест были кочующие казахи. Оно было основано в Актюбинском уезде Тургайской области, на левом берегу Урала, в 15 километрах севернее проходившей караванной дороги из Тургая до Оренбурга в 1907 году по столыпинской программе переселения крестьян. Заселение началось в апреле 1907 года выходцами из Могилевской, Черниговской, Екатеринославской, Полтавской, Киевской, Херсонской, Воронежской, Самарской и других губерний. Планировку села провёл землемер Виктор Иванович Беляев, в честь которого оно получило своё название.
В 1910 году село получило статус волостного центра, Была освящена Покровская церковь и открыта начальная школа.
В 1914 году появилось почтовое отделение.
В 1928 году был учрежден Беляевский сельсовет, а в 1929 году село стало центром Буртинского района. В нём открылось отделение милиции, прокуратора, редакция и типография газет. Вскоре церковь была закрыта и разрушена.
В 1963 году Буртинский район был упразднен, его территория была присоединена к Саракташскому району, в 1966 году образован Беляевский район.
1 октября 2008 года в результате обрушения Беляевской средней школы погибло пятеро детей.

## Известные люди
В селе родился поэт Анатолий Алексеевич Тепляшин.
Махнёва, Раиса Ивановна (1931—2022) — советский и российский передовик промышленного производства, Герой Социалистического Труда (1971).